# Denpa onna to seishun otoko
Denpa onna to seishun otoko (電波女と青春男? lett. "La donna che emette onde elettromagnetiche ed il giovane ragazzo") è una serie di light novel giapponesi ideate da Hitoma Iruma e disegnate da Buriki. Sono edite da ASCII Media Works sotto la sua etichetta Dengeki Bunko e ne sono stati realizzati un totale di 8 volumi. Il 30 agosto 2010 è stato pubblicato il primo capitolo dell'adattamento manga disegnato da Masato Yamane sulla rivista seinen Dengeki G's Magazine. Un adattamento anime prodotto dallo studio Shaft e diretto da Akiyuki Shinbō viene trasmesso sulla rete televisiva giapponese TBS dal 15 aprile 2011. Il termine "Denpa" (onda elettromagnetica) in Giappone viene spesso utilizzato per fare riferimento ad una persona pazza o che ha dei comportamenti strani.

## Trama
Il giovane Makoto Niwa, quando entrambi i genitori si assentano per lavoro, si trasferisce in una strana nuova città che si dice essere osservata dagli alieni. Quando il treno giunge alla stazione di destinazione ad aspettarlo trova sua zia Meme Tōwa che lo accompagna a casa sua. Appena entrato in casa Makoto però nota che per terra c'è una ragazza avvolta in una coperta e che sua zia cerca in ogni modo di evitare qualsiasi spiegazione al riguardo. Solo quando sono a tavola e Makoto continua ad insistere la zia gli spiega che quella nel futon è sua figlia Erio e che sarebbe meglio continuare ad ignorarla. Makoto però decide di iniziare a parlare con la ragazza e scopre che Erio si crede un'aliena che può comunicare con le onde radio. Una notte i due si recano a fare compere e quando Makoto riesce a convincere Erio a togliersi la coperta di dosso la ragazza si rivela essere bellissima. Il giorno successivo Makoto conosce Ryūko, una ragazza che mentre va in bici indossa un elmetto da cantiere e Maekawa, una studentessa altissima che la notte indossa degli strani abiti. La stessa notte Meme gli spiega cos'è successo veramente a Erio e come abbia iniziato a comportarsi come un'aliena.

## Personaggi

Erio e Makoto

Makoto Niwa (丹羽 真?, Niwa Makoto)
Doppiato da: Miyu Irino
Makoto, quando i suoi genitori si assentano per lavoro, va a vivere da sua zia Meme e qui incontra sua cugina Erio che si crede un'aliena. Anche se all'inizio è sorpreso da questa situazione e nonostante sua zia gli dica di ignorare la ragazza, Makoto, decide di iniziare a parlarle. Quando alla fine riesce a convincere Erio a togliersi la coperta scopre che sua cugina è in realtà una ragazza bellissima anche se si crede un'aliena. Il giorno successivo a scuola incontra altre due strane ragazze, Ryūko e Maekawa, che però accetta subito proprio come aveva fatto in precedenza con Erio. Dopo la discussione con Meme, che gli aveva consigliato di non avvicinarsi a sua figlia solo perché è carina e quindi non farsi carico dei problemi della ragazza, decide che è ora di spezzare l'illusione in cui vive Erio dimostrandole che se non può volare vuol dire che anche lei è un'umana. Involontariamente i due finiscono nel fiume e la ragazza finalmente gli si apre per la prima volta. Alla fine di ogni episodio è solito fare un conteggio dei punti-pubertà accumulati durante la giornata.
Erio Tōwa (藤和 エリオ?, Tōwa Erio)
Doppiata da: Asuka Ōgame
Erio è una strana ragazza che si aggira per casa ed in città avvolta in una coperta. Meme, sua madre, spiega a Makoto che Erio crede di essere un'aliena da quando il giugno dell'anno precedente mentre tornava da scuola scomparve e venne ritrovata in mezzo al mare solo nel mese di novembre. Di quei sei mesi Erio non ricorda nulla e così per colmare questo vuoto utilizza quella che è la sua passione fin da bambina: lo spazio. Inizia così a dire prima di essere stata rapita dagli alieni e poi successivamente che lei stessa è un'aliena inviata sulla terra per investigare sugli esseri umani. Quando la gente le chiese di dimostrare loro che la sua storia fosse vera Erio si gettò con la bici dal ponte sul fiume così da far vedere a tutti che poteva volare ma finì per rompersi una gamba nell'impatto col fondale e da quel giorno iniziò a vivere sempre con quella coperta avvolta attorno a sé. È incuriosita da Makoto che le sta accanto e quando il giovane le propone un accordo in cui se anche questa volta non riuscirà a volare tornerà a pensare a se come ad un'umana la ragazza accetta. I due finiscono per cadere nel fiume con la bicicletta e Erio vede la sua illusione spezzarsi ma questa volta accanto a se ha Makoto che le propone di diventare amici ed affrontare i suoi problemi insieme.
Ryūko Mifune (御船 流子?, Mifune Ryūko)
Doppiata da: Emiri Katō
Ryūko è una compagna di classe di Makoto che si rivela subito molto amichevole col ragazzo. A causa della presenza di kanji nel suo nome viene spesso soprannominata Ryūshi, cosa che non le piace affatto. È innamorata di Makoto.
Maekawa (前川?, Maekawa)
Doppiata da: Mai Fuchigami
Maekawa è un'altra compagna di classe di Makoto. Molto alta e femminile se alza le braccia sopra la testa per più di 10 secondi inizia ad avere le vertigini. Durante la notte Makoto la incontra mentre indossa degli strani vestiti.
Meme Tōwa (藤和 女々?, Tōwa Meme)
Doppiata da: Ai Nonaka
Meme è la madre di Erio e zia di Makoto. Anche se tende ad ignorare completamente sua figlia nei confronti di Makoto è molto affettuosa e piena di premure. Una sera in camera di Makoto svela al ragazzo che il suo comportamento deriva dal fatto di voler rispettare il desiderio di sua figlia di rimanere sola e che se lui pensa di avvicinarsi a lei solo perché è carina dovrebbe lasciare perdere e non pensare di dovere farsi carico dei problemi della ragazza.
Yashiro Hoshimiya (星宮 社?, Hoshimiya Yashiro)
Doppiata da: Yuka Iguchi
Una ragazza dai capelli color argento che dichiara di essere una esper aliena e che si veste con una tuta spaziale comportandosi in modo molto strano cercando di imitare la parlata stereotipata di un alieno. Si dice che sia una ragazza problematica scappata di casa. Viene mostrato che potrebbe avere davvero dei poteri sovrannaturali come quando misteriosamente la palla colpita da Makoto viene sospinta fuori campo dal vento o quando dice al ragazzo di spostarsi durante la notte del festival così che non venga colpito da un meteorite. Dopo quest'ultimo evento scompare lasciando numerosi dubbi a Makoto che non sa se quello che ha creduto fino ad ora sia davvero la verità e che gli alieni quindi potrebbero davvero esistere.
Ashiro (安代?, Ashiro)
Doppiato da: Yasunori Matsumoto
Amico di infanzia di Meme ed Elliott. Sul suo orecchio destro porta un'etichetta per bestiame per assecondare i capricci della nonnina. Si è trasferito dalla città ed è tornato in aprile. Si dichiara a Meme la prima volta che i due si reincontrano ma viene subito rifiutato. Il suo hobby è lanciare missili con propulsione ad acqua ed è il figlio di un artigiano che fabbricava fuochi d'artificio.
Nakajima (中島?, Nakajima)
Doppiato da: Takahiro Mizushima
Makoto incontra questo ragazzo biondo la prima volta che va a giocare per la squadra amatoriale di baseball. Ryuko confida a Makoto che Nakajima le si era confessato e lei lo aveva rifiutato. Decide di spiegarglielo perché la situazione durante l'incontro di baseball si era fatta strana.
Hanazawa (花沢?, Hanazawa)
Doppiata da: Kana Hanazawa
La capitana della squadra di softball e formidabile lanciatrice. È l'asso della squadra avversaria di baseball, ha un comportamento calmo e pacato. Attualmente sta uscendo con Nakajima.

## Media

### Light novel
Le light novel di Denpa onna to seishun otoko sono scritte da Hitoma Iruma ed illustrate da Buriki. Il primo volume è stato pubblicato da ASCII Media Works sotto la sua etichetta Dengeki Bunko il 10 gennaio 2009 mentre quello conclusivo, l'ottavo, il 10 aprile 2011. Oltre ai canonici otto volumi che narrano le vicende della storia principale ne è stato pubblicato uno aggiuntivo contenente una side-story.
| Nº | Data di prima pubblicazione | Data di prima pubblicazione | Data di prima pubblicazione |
| Nº | Giapponese                  | Giapponese                  |                             |
| -- | --------------------------- | --------------------------- | --------------------------- |
| 1  | 10 gennaio 2009             | ISBN 978-4-04-867468-3      |                             |
| 2  | 10 maggio 2009              | ISBN 978-4-04-867810-0      |                             |
| 3  | 10 novembre 2009            | ISBN 978-4-04-868138-4      |                             |
| 4  | 10 marzo 2010               | ISBN 978-4-04-868395-1      |                             |
| 5  | 10 giugno 2010              | ISBN 978-4-04-868596-2      |                             |
| 6  | 10 settembre 2010           | ISBN 978-4-04-868880-2      |                             |
| 7  | 10 dicembre 2010            | ISBN 978-4-04-870125-9      |                             |
| 8  | 10 aprile 2011              | ISBN 978-4-04-870430-4      |                             |
| SF | 10 aprile 2011              | ISBN 978-4-04-870470-0      |                             |

### Manga
Un adattamento manga a cura di Masato Yamane è stato serializzato dal 30 agosto 2010 al 30 luglio 2013 sulla rivista seinen Dengeki G's Magazine. I capitoli sono stati raccolti in 4 volumi pubblicati dal 27 maggio 2011 al 27 agosto 2013.
| Nº | Data di prima pubblicazione | Data di prima pubblicazione | Data di prima pubblicazione |
| Nº | Giapponese                  | Giapponese                  |                             |
| -- | --------------------------- | --------------------------- | --------------------------- |
| 1  | 27 maggio 2011              | ISBN 978-4-04-870482-3      |                             |
| 2  | 27 marzo 2012               | ISBN 978-4-04-886458-9      |                             |
| 3  | 15 dicembre 2012            | ISBN 978-4-04-891197-9      |                             |
| 4  | 27 agosto 2013              | ISBN 978-4-04-891691-2      |                             |

### Programma radiofonico
Un programma radiofonico su Internet per promuovere la serie anime e altri media legati al franchise intitolato Denpa Mail to seishun Radio (電波メールと青春ラジオ?, Denpa Mēru to seishun Rajio) è stato trasmesso in streaming dal 7 aprile al 16 giugno 2011 per un totale di 6 episodi. Il programma è stato condotto da Asuka Ōgame, la doppiatrice di Erio Towa nell'anime, ed è stato prodotto da Animate TV.

### Anime
Una serie televisiva anime da 12 episodi prodotta dallo studio Shaft è stata trasmessa dal 15 aprile al 30 giugno 2011 sul canale televisivo TBS. Un tredicesimo episodio aggiuntivo è stato incluso come OAV nella pubblicazione home video in Blu-ray Disc, distribuita dal 21 dicembre 2011. Come sigla di apertura è stato utilizzato il brano Os-Uchuujin (Os-宇宙人? lett. "Ciao alieno"), interpretata da Erio wo Kamatte-chan, mentre come sigla di chiusura è stata usata la canzone Ruru (ルル?), cantata da Etsuko Yakushimaru.

#### Episodi
| Nº       | Titolo italiano (traduzione letterale) Giapponese 「Kanji」 - Rōmaji | In onda         | In onda |
| Nº       | Titolo italiano (traduzione letterale) Giapponese 「Kanji」 - Rōmaji | Giapponese      |         |
| 1        | La bambina aliena 「宇宙人の都会」 - Uchuujin no tokai | 15 aprile 2011  |         |
| 2        | La paranoia della mia pubertà che scompare 「失踪する思春期のパラノイア」 - Shissou suru shishunki no paranoia | 22 aprile 2011  |         |
| 3        | Uno strano momento per la ragazza confinata a terra 「地を這う少女の不思議な刹那」 - Chi wo hau shoujo no fushigi na setsuna | 29 aprile 2011  |         |
| 4        | Un mese per far guarire il braccio rotto 「右腕骨折全治一箇月」 - Migiude kossetsu zenchi ichi kagetsu | 5 maggio 2011   |         |
| 5        | Un malinconico ringraziamento 「サンクスギビングの憂鬱」 - Sankusugibingu no yūutsu | 12 maggio 2011  |         |
| 6        | Ryūko si sente, come dire, depressa 「リュウ『コ』さんの、なんちゅーか、もやーっと」 - Ryū"ko"-san no, nanchū ka, mo yātto | 19 maggio 2011  |         |
| 7        | Un giorno che qualcuno ricorderà 「誰かさんの思い出になる日」 - Dareka-san no omoide ni naru hi | 26 maggio 2011  |         |
| 8        | La preghiera di Tsiolkovsky 「ツィオルコフスキーの祈り」 - Tsiorukofusukī no inori | 2 giugno 2011   |         |
| 9        | Un incidente alieno geograficamente limitato 「地域限定宇宙人事件」 - Chiiki gentei uchūjin jiken | 9 giugno 2011   |         |
| 10       | La ragazza sotto la grondaia 「軒下少女」 - Nokishita shoujo | 16 giugno 2011  |         |
| 11       | Questa estate riguarderà il basket e gli esper e i futon e le osservazioni astronomiche e il festival e il baseball e Meme-tan e... 「今年の夏はバスケと超能力と布団と天体観測と祭りと野球と女々たんと」 - Kotoshi no natsu wa basuke to chōnōryoku to futon to tentai kansoku to matsuri to yakyū to Meme-tan to | 23 giugno 2011  |         |
| 12       | 0,00000000198 centimetri al secondo 「秒速0.00000000198センチメートル」 - Byōsoku 0.00000000198 senchimētoru | 30 giugno 2011  |         |
| 13 (OAV) | Sole di mezzanotte 「真夜中の太陽」 - Mayonaka no Taiyō | 8 febbraio 2012 |         |